# 宁州 (辽宁)
宁州，辽朝时设置州。
统和二十九年（1011年）遼國讨伐高丽，将渤海國降户，设宁州观察，治所在新安縣（今辽宁省瓦房店市西北70里永宁镇）。大延琳大乱后，宁州民迁到润州。天庆六年（1116年）女真夺得宁州，属于咸州路。金朝天会七年（1129年）曷苏馆路迁到宁州，宁州被废除。